# Irina Begliakova
Irina Begliakova (Unión Soviética, 26 de febrero de 1933-19 de marzo de 2018) fue una atleta soviética, especializada en la prueba de lanzamiento de disco en la que llegó a ser subcampeona olímpica en 1956.

## Carrera deportiva
En los JJ. OO. de Melbourne 1956 ganó la medalla de plata en el lanzamiento de disco, con una marca de 52.54 metros, siendo superada por la checoslovaca Olga Fikotová que con 53.69 m batió el récord olímpico, y por delante de la también soviética Nina Ponomariova (bronce).